# Деян Дечев
Деян Цанков Дечев е български политик. Народен представител от парламентарната група на Коалиция за България в XLII народно събрание. Общински съветник от БСП в Сливен (2007 – 2013; 2015-настояще).

## Биография
Деян Дечев е роден на 10 април 1976 година.
През 2005-а е избран за ръководител на младежката организация на БСП – БСМ в град. Сливен.
През 2007 г. е избран за общински съветник в Общински съвет – Сливен.
През 2011 г. е избран втори мандат за общински съветник от БСП в Сливен, като оглавява и комисията по международно сътрудничество.
През юни 2012 година е избран за председател на БСП – Сливен. Със своите 36 години става един от най-младите ръководители на БСП в Сливен в нейната близо 130 годишна история.
На парламентарните избори през 2013 г. е избран за народен представител в XLII НС от листата на Коалиция за България в 21-ви МИР Сливен. Участва в комисиите по външна политика и младежта и спорта.
На местните избори през 2015 г. е избран за общински съветник за трети път. В началото на мандата оглавява ПК по общинска собственост. В този мандат той е и заместник – председател на Общински съвет Сливен.
На местните избори през 2019 г. е избран за общински съветник за четвърти път. В началото на мандата отново е избран за заместник – председател на Общински съвет Сливен
От 2012 година е член на Националния съвет на БСП
Регионален координатор за Сливен на движение „Русофили“ за област Сливен през периода 2013 – 2015.
Председател на АСК бокс Сливен от 2017 година.
Сред основателите на фен-клуба на Интер Милано в България.
Международен наблюдател в мисиите на OSCE – Organization for Security and Co-operation in Europe през 2005 и 2010 в Азербайджан и през 2012 в Украйна.
Випусник на Институт за социална интеграция – Академия за социална политика, випуск 2004.
Випускник на Българско училище за политика „Димитър Паница“ – випуск 2012.